# 胡藝星
胡藝星 (Wu Ngai Sing)，又名：胡戎 ( Wu Yung )：活躍於20世紀30年代至50年代初期的電影男演員。
- 1935年10月24日(星期四)，胡藝星(胡戎)乘搭「浩華總統船」從上海市抵達香港，加盟「銀光公司」，由該公司總經理吳恩普及廖一立等，在香港島上環德輔道中170-188號「金龍酒家」設宴洗塵[1]。

- 由於胡藝星(胡戎)曾當九龍土瓜灣北帝街「大觀片廠」的廠長，亦曾經管理過九龍荔枝角荔園遊樂場，因此香港島 皇后大道西太平戲院的老闆源詹勳先生在1976年正式聘請胡藝星(胡戎)當女兒源碧福的師傅，教導她打理太平戲院 [2]。

## 胡藝星(胡戎)的電影
1. 默片《夜半鎗聲》(1932年，飾演富翁錢如明的姪兒錢務能)；
2. 默片《暗室明珠》(1933年)；
3. 上海粵語《紅船外史》(1934年)；
4. 默片《破浪》(1934年，擔任男主角，飾演周漢榮)；
5. 默片《戰地歸來》(1934年，擔任男主角，飾演張志強)；
6. 默片《盜屍》(1934年)；
7. 粵語《六十六號屋》(1934年，擔任男主角，飾演楊少修)；
8. 粵語《1939 大觀園》(1939年，擔任男主角，飾演大觀園少主)；
9. 粵語《鬼屋殭屍》(1939年，擔任男主角，飾演李醫生)；
10. 粵語 《女兒香》(1939年，擔任男主角，飾演革命青年)；
11. 粵語《鍾馗捉鬼》(1939年，擔任男主角)；
12. 粵語《長生宮主》(1940年，擔任男主角，在安南實地拍攝，飾演情人後裔)；
13. 粵語《一代名花花影恨》(1940年)；
14. 粵語《夜盜紅綃》(1940年，擔任男主角)；
15. 粵語《關東雙俠》(1940年，擔任男主角)；
16. 國語《賽金花》(1941年，飾演陳璧)；
17. 粵語《小老虎》(1941年)；
18. 粵語《春色滿園》(1941年)；
19. 國語《地獄天堂》(1947年，擔任制片)；
20. 粵語《南海漁歌》(1950年，擔任制片)；
21. 國語《戀歌》(1953年，擔任制片)；